# شمر (قبیله)
شمر (به عربی: شَمّر) یکی از بزرگ‌ترین قبایل نجد در عربستان سعودی و عراق است.
یکی از چهره‌های معروف در اوایل از قبیله، حاتم طایی (در۵۷۸) است. او یک عرب در داستان‌های هزار و یک شب و مشهور به سخاوتمندی و مهمان‌نوازی است. منابع تاریخی اسلامی گزارش می‌دهند که پسرش، عودی بن حاتم، که گاهی اوقات به عنوان «پادشاه» طایی اشاره می‌شود به قبل از وفات محمد اسلام می‌آورد. همچنین آمده‌است که زید الخیر، یکی از اعضایی خاندان طی است که خاندانش را به همراهی با محمد ترغیب می‌کند.
نسبت این خاندان به شمر بن عبدالله بن جذیمة بن زهیر بن ثعلبة بن سلامان بن ثعل بن عمرو بن الغوث بن طیء از طوایف قدرتمند منشعب از این قبیله آل رشید است
آل رشید نام حاکمان نیمه مستقل سرزمین حجاز یعنی مکه و مدینه در دوران امپراطوری عثمانی می‌باشد.
در جنگ جهانی اول هم‌پیمان انگلیس نیز بوده‌اند اما طی معامله‌ای که ابن سعود با حکومت انگلیس توسط مستر همفر جاسوس انگلیسی برای تسلط به تمام سرزمینهای نجد و حجاز در شبه جزیره عربستان می‌نماید، انگلیس حمایت خود را از آل رشید ساقط نموده و در حالیکه امپراطوری عثمانی از هم پاشیده شده بود، ابن سعود طی یک جنگ و با قساوت قلب تمام و با خونریزی و تخریب فراوان با همکاری گروهی به نام الاخوان که پیروان ابن عبدالوهاب بودند توانست آنها را از سرزمین حجاز بیرون نماید.
بیشتر اعضای این قبیله پس از اخراج از عربستان به عراق و قطر مهاجرت نموده و پراکنده شدند و تعدادی از آنها به ایران مهاجرت کردند و در جنوب و جنوب غربی این کشور به خصوص در استان خوزستان اقامت پیدا کردند
اسامی بعضی از عشایر موجود در ایران:
عشیرة الحباب
عشیرة الضیاغم
عشیرة المگادمه
عشیرة المسعود
عشیرة القشاریه
عشیرة بنی جمیل
عشیرة راشد
عشیرة الهدیب
از شیوخ بزرگ این قبیله می‌توان از مرحوم شیخ حجی ازبیدی و شیخ حجی حسن «حسین» الحبابی البدوی و شیخ یعقوب مقدم (المگادمه) نام برده که اکثراً در خوزستان شهر اهواز، رامهرمز،
شوش، شوشتر، هویزه، خرمشهر، آبادان باوی و ماهشهر و … ساکن می‌باشند و در این استان به شهرت ها بدوان و بدوی معروف می‌باشند و همچنین به اخوان سره نامیده می‌شوند
در ضمن می‌توان از شیخ عبدالحسین بدوی مؤسس و مدیر عامل و رئیس هئیت مدیره جمعیت سران عشایر عرب خوزستان نام برد که در سال ۱۳۹۹ به نمایندگی عشایر عرب خوزستان در ژنو مقر اروپایی سازمان ملل متحد سخنرانی نمود.